# سيدي أحمد ولد الأمير
سيدي أحمد ولد أحمد سالم (الأمير)  (1963 م المذرذرة) كاتب ووخريج لغة عربية موريتاني ومحقق موسوعة حياة موريتانيا حوادث السنين التي تناول فيها بالتفصيل أربعة قرون من حياة الموريتانيين  وقد استغرق إنجاز هذا العمل تسع سنوات كاملة، اضطر فيها الباحث كثيرا للسفر خارج موريتانيا لجمع المصادر من مكتبات المغرب وفرنسا وألمانيا، إضافة إلى ذلك فقد انجز عشرات البحوث والدراسات عن تاريخ المجتمع الموريتاني  الذي هو مجال تخصصه.

الدكتور سيدي أحمد ولد الأمير صحبة الرئيس التونسي المنصف المرزوقي أثناء زيارة له لمركر الجزيرة للدراسات

## السيرة الذاتية
ولد سيدي أحمد ولد الأمير في جنوب موريتانيا تحديدا في ولاية الترارزة مقاطعة المذرذرة، درس القرآن ومبادئ اللغة العربية والعلوم الدينية في بعض محاظرة المنطقة، دخل التعليم النظامي في نواكشوط وحصل سنة 1980 م على الباكلوريا في الآداب المرتبة الأولى 
– 1984 الإجازة في الآداب العربية من [[المدرسة العليا للأساتذة في نواكشوط
]]
– 1994 دكتوراه السلك الثالث من جامعة محمد الخامس الرباط
– 2010 دكتوراه في الأدب العربي من كلية الآداب والعلوم الإنسانية بجامعة الحسن الثاني بالمحمدية بالمغرب 
وهو يعمل الآن منسق وحدة الدراسات الأفريقية بمركز الجزيرة للدراسات منذ 2011 

## الأعمال المنشورة بالعربية
–المجال الموريتاني: مقالات في التاريخ والثقافة
– تاريخ أهل الشيخ ماء العينين ومنطقة آدرار (2004 الدوحة)
– الأمثال الشعبية الموريتانية (1997 لجنة نشر التراث الشعبي الموريتاني)
– تحقيق كتاب الحوسو البيسانية في الأنساب الحسانية (1996 المعهد الموريتاني للبحث العلمي)
– إعداد وتحقيق ديوان الشاعر الشعبي سدوم ولد انجرتو (1996 المعهد الموريتاني للبحث العلمي)
–تاريخ ابن طوير الجنة (1995 معهد الدراسات الأفريقية الرباط)
–الفهرس العام للخطوطات الموريتانية (1994 المعهد الموريتاني للبحث العلمي)
–رسالة في أنساب بني حسان للشيخ الكنتي، مجلة الوسيط العدد الخامس 1995.
–رسالة في التاريخ والأنساب لابن سليمان، مجلة الوسيط العدد الرابع 1995.
–العلاقات الثقافية المغاربية: موريتانيا نموذجاً، مجلة العرب العدد 8 1995.
–تحقيق الرسالة العلوية للشيخ سيدي المختار الصغير.
–تحقيق الحسوة البيسانية في الأنساب الحسانية لابن عبد الوهاب (1998 نواكشوط)
–محمد محمود بن التلاميد.. نقطة وصل بين موريتانيا والمشرق، مجلة آفاق الثقافة (دبي)
–مكتبة أهل الشيخ سيديا رحلة علمية في القرن التاسع عشر، مجلة آفاق الثقافة (دبي)
–إمارة أولاد امبارك من خلال رحلة الإنجليزي مونغو بارك إلى أفريقيا، مجلة الموكب الثقافي العدد 14 مكتب منظمة اليونسكو بنواكشوط 1999.
–مسألة التأليف في الأنساب الموريتانية وعلاقتها بمسألة الوقف الحجازي في القرنين الثامن عشر والتاسع عشر، مجلة الموكب الثقافي العدد 15 مكتب منظمة اليونسكو بنواكشوط 2000.
–مخطوطات مركز أحمد بابا بتنبكتو بمالي.. تقديم لبعض نوادر الكتب التاريخية، مجلة حوليات المدرسة العليا للتعليم العدد 3، 2000.
–رسالتان حول أوضاع المشرق لابن الأمين الشنقيطي، مجلة حوليات المدرسة العليا للتعليم العدد 4 2001.
–تحقيق آبار المدينة وما ورد فيها من الحديث النبوي لابن زياد الديماني (لم ينشر)
–جرد مكتبة محمدُّ بن العالم (مكتبة شخصية غنية بالمخطوطات في منطقة الترارزة)
–جرد مكتبة أهل سليمان (مكتبة شخصية غنية بالمخطوطات في منطقة الترارزة)
–جرد مكتبة أبنو بن سيدينا (مكتبة شخصية غنية بالمخطوطات في منطقة الترارزة)
· عشرات المقالات في صحف مورتياني

## الأعمال المنشورة بالفرنسية
مقالات منشورة في مجلة Notre Librairie الفرنسية 
Le problème des archives
Un trésor en voie de disparition : Les manuscrits mauritaniens

## شهادات التقدير والجوائز
حصل على العديد من الجوائز والأوسمة كان آخرها اختياره شخصة العام 2012  و  2013 من طرف جمعية الصحف الموريتانية.